# Classificatie van Strunz
De classificatie van Strunz is een classificatiesysteem om mineralen in te delen volgens hun chemische samenstelling en hun kristalstructuur. Dit systeem is in 1941 ontwikkeld door de Duitse mineraloog Karl Hugo Strunz. Het systeem is in loop der tijd aangepast en uitgebreid met nieuw ontdekte mineralen. De negende druk is in 2001 verschenen. Het is het meest gebruikte classificatiesysteem in Europa, terwijl in de Verenigde Staten het classificatiesysteem volgens Dana vaak wordt gebruikt. De onderstaande paragrafen laten de verkorte weergave van de systematiek zien.

## Elementen
(metalen en intermetallische legeringen, metalloïden en nietmetalen, carbiden, siliciden, nitriden, en fosfiden)
1.A: Metalen en intermetallische legeringen
1.B: Metaalcarbiden, -siliciden, -nitriden, en –fosfiden
1.C: Metalloïden en nietmetalen
1.D: Nietmetaalcarbiden en -nitriden

## Sulfiden en sulfozouten
(sulfiden, seleniden, telluriden, arseniden, antimoniden, bismutiden, sulfarsenieten, sulfantimoniden, sulfbismutiden en sulfozouten)
2.A: Metaal- en metalloïdenlegeringen
2.B: Sulfiden met een verhouding M:S > 1:1
2.C: Sulfiden met een verhouding M:S = 1:1
2.D: Sulfiden met een verhouding M:S 3:4 en 2:3
2.E: Sulfiden met een verhouding M:S < 1:2
2.F: Sulfarsenieten, sulfantimoniden en sulfbismutiden
2.G: Sulfozouten met SnS als archetype
2.H: Sulfozouten met PbS als archetype
2.J: Sulfarsenaten

## Halogeniden
3.A: Watervrije Eenvoudige halogeniden
3.B: Waterhoudende eenvoudige halogeniden
3.C: Complexe halogeniden
3.D: Oxihalogeniden, hydroxihalogeniden een verwante dubbelhalogeniden

## Oxiden
(oxiden, hydroxiden, V[5,7]-vanadaten, arsenieten, antimonieten, bismutieten, sulfieten, selenieten en tellurieten) 
4.A: Oxiden met een verhouding M:O = 2:1 & 1:1
4.B: Oxiden met een verhouding M:O = 3:4 en vergelijkbaar
4.C: Oxiden met een verhouding M:O = 2:3 , 3:5 en vergelijkbaar
4.D: Oxiden met een verhouding M:O = 1:2 en vergelijkbaar
4.E: Oxiden met een verhouding M:O < 1:2
4.F: Hydroxiden zonder U en V
4.G: Uranylhydroxiden
4.H: V[5,7]-vanadaten
4.J: Arsenieten, antimonieten, bismutieten, sulfieten, selenieten en tellurieten
4.K: Jodaten

## Carbonaten
(carbonaten en nitraten)
5.A: Watervrije carbonaten zonder vreemde anionen
5.B: Watervrije carbonaten met vreemde anionen
5.C: Waterhoudende carbonaten zonder vreemde anionen
5.D: Waterhoudende carbonaten met vreemde anionen
5.E: Uranylcarbonaten
5.N: Nitraten

## Boraten
6.A: Monoboraten
6.B: Diboraten
6.C: Triboraten
6.D: Tetraboraten
6.F: Hexaboraten
6.G: Heptaboraten en andere megaboraten
6.H: Ongeclassificeerde boraten

## Sulfaten
(sulfaten, selenaten, telluraten, chromaten, molybdaten en wolframaten)
7.A: Watervrije sulfaten etc. zonder vreemde anionen
7.B: Watervrije sulfaten etc. met vreemde anionen
7.C: Waterhoudende sulfaten etc. zonder vreemde anionen
7.D: Waterhoudende sulfaten etc. met vreemde anionen
7.E: Uranylsulfaten
7.F: Chromaten
7.G: Molybdaten en Wolframaten
7.H: Uranium- en uranylmolybdaten en -wolframaten

## Fosfaten, arsenaten en vanadaten
8.A: Watervrije Fosfaten etc. zonder vreemde anionen
8.B: Watervrije Fosfaten met etc. vreemde anionen
8.C: Waterhoudende Fosfaten etc. zonder vreemde anionen
8.D: Waterhoudende Fosfaten etc. met vreemde anionen
8.E: Uranyl-fosfaten en –arsenaten
8.F: Polyfosfaten, polyarsenaten en [4]-polyvanadaten

## Silicaten
(Silicaten en germanaten)
9.A: Nesosilicaten
9.B: Sorosilicaten
9.C: Cyclosilicaten
9.D: Inosilicaten
9.E: Fyllosilicaten
9.F: Tectosilicaten zonder zeolitisch water
9.G: Tectosilicaten met zeolitisch water
9.H: Ongeclassificeerde silicaten
9.J: Germanaten

## Organische verbindingen
10.A: Zouten van organische zuren
10.B: Koolwaterstoffen
10.C: Overige organische mineralen